# Sinningia speciosa
Sinningia speciosa là một loài thực vật có hoa trong họ Tai voi. Loài này được Hiern miêu tả khoa học đầu tiên năm 1877.

## Hình ảnh

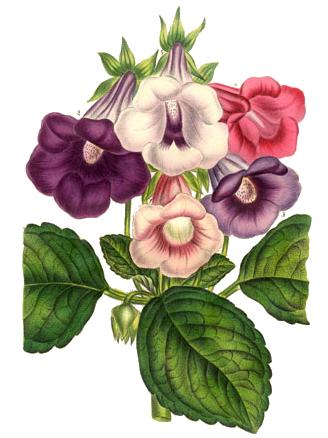
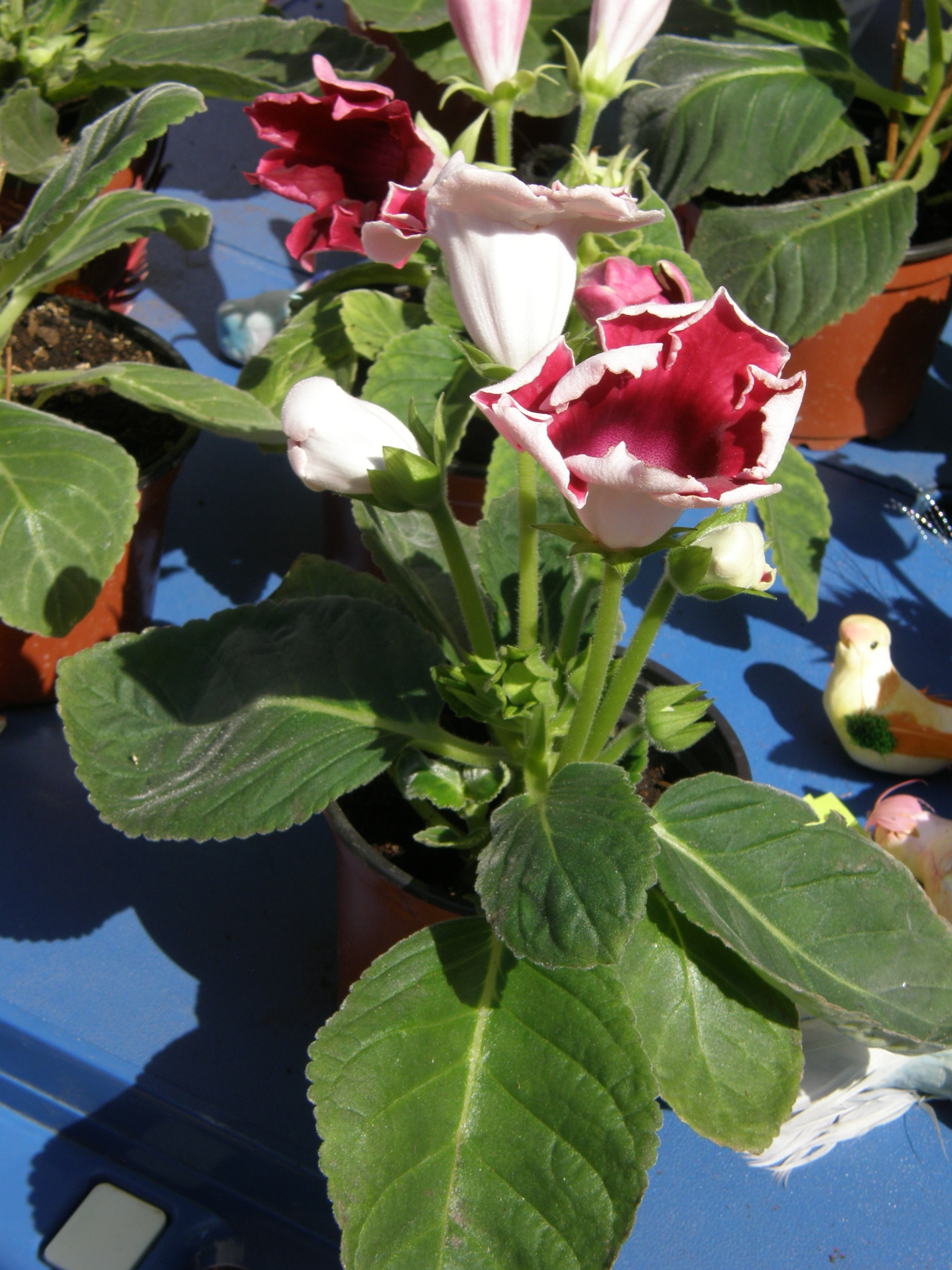
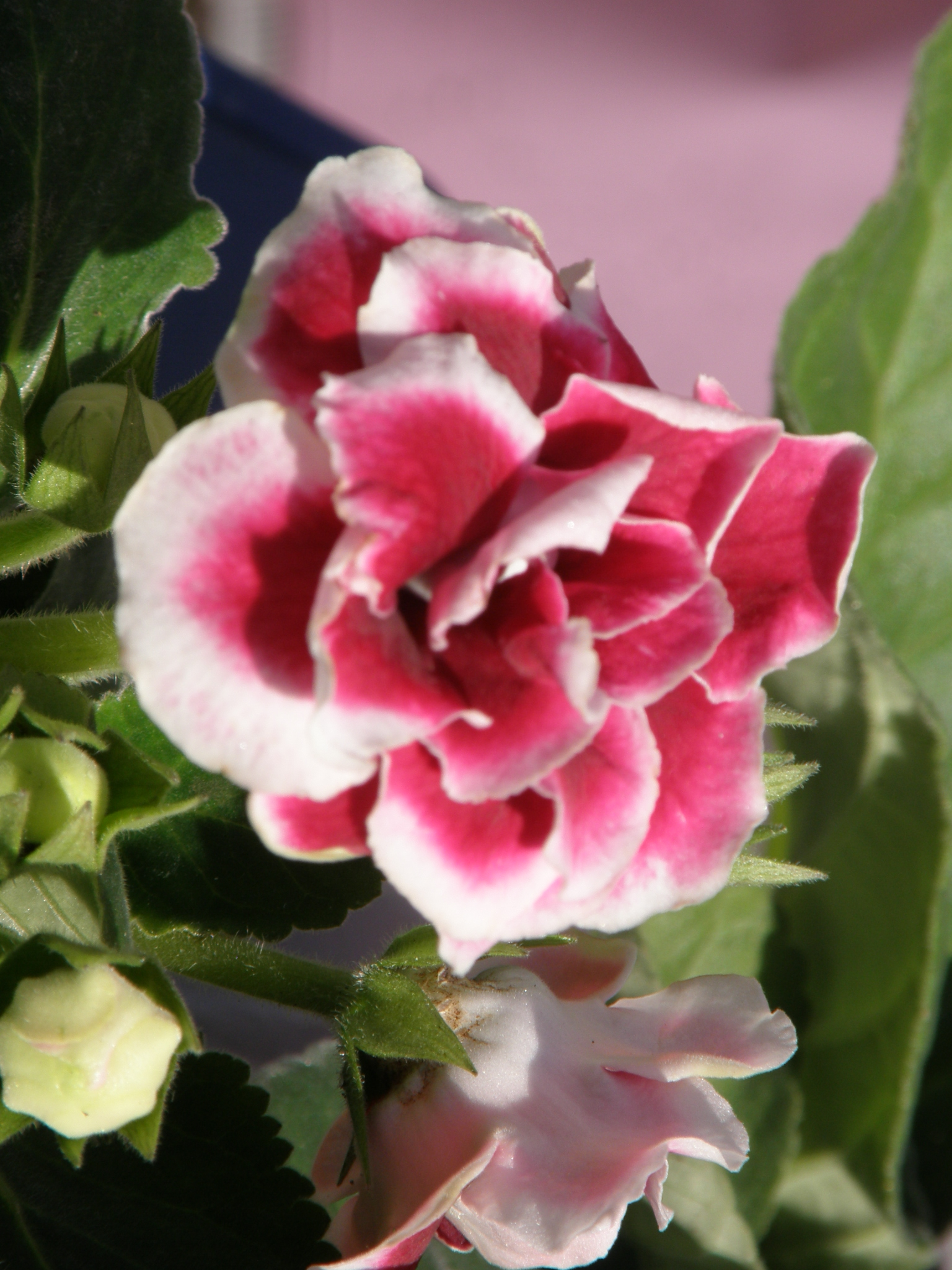
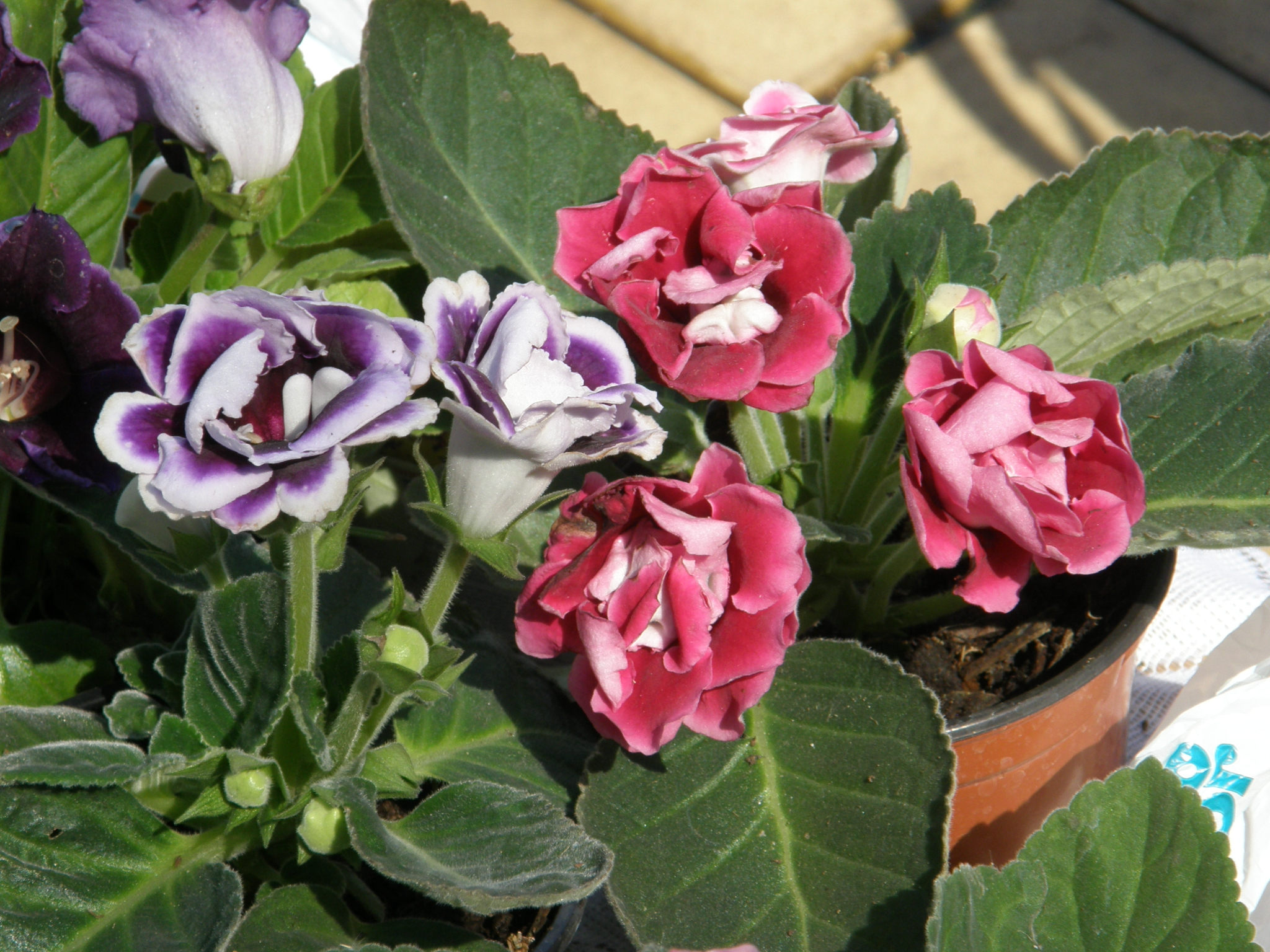